# Igor Brejdygant
Igor Wawrzyniec Brejdygant (ur. 24 marca 1971 w Poznaniu) – polski scenarzysta, pisarz, reżyser, fotograf i aktor.

## Życiorys
Urodził się w 1971 r. w Poznaniu. Jest synem aktora Stanisława Brejdyganta i Neli Obarskiej, primadonny Operetki warszawskiej, a także starszym bratem przyrodnim Krzysztofa Zalewskiego. Studiował na Wydziale Organizacji Sztuki Filmowej Państwowej Wyższej Szkole Filmowej, Telewizyjnej i Teatralnej im. Leona Schillera w Łodzi.

## Twórczość[4]
- powieści kryminalne:
  - Paradoks[5]
  - Szadź[6]
  - Rysa[7]
  - Układ
  - Wiatr
  - Splątanie, Wydawnictwo Znak, Kraków 2023, ISBN 978-83-240-6770-1
  - Uwolniona, Wydawnictwo Znak, Kraków 2024, ISBN 978-83-240-6836-4
  - Prawda, Wydawnictwo Znak, Kraków 2025, ISBN 978-83-8367-207-6
- scenariusze filmowe:
  - Palimpsest (2006)[8]
  - Paradoks (2012)[9]
  - Zbrodnia (2014)[9]
  - Prosta historia o morderstwie (2016)[10]
  - Belle Epoque (2017)[9]
  - Ultraviolet (2017)[9]
  - Szadź (2018)
  - Otwórz oczy (2019)
  - Rysa (2020)
  - Układ (2021)
  - Erynie (2022)
  - Matka (2022)
- aktor:
  - Vinci (2004) jako kierowca autokaru[11]
- reżyser:
  - Paradoks (2012)
  - Asy B klasy (2018)